# The Ceasars
The Ceasars (pronunciato /ˈsiːzə/) sono un duo musicale italiano che racchiude al suo interno le figure del compositore, dell'arrangiatore, del produttore discografico, del producer e del beatmaker formato da Paolo (Ceasar) Catoni (1980) e Marco (PStarr) Pistella (1984). Il team era originariamente conosciuto (fino al 2012) con il nome di Ceasar Productions.

## Storia
I The Ceasars diventano un trio nel 2009, allorché al nucleo iniziale formatosi dalla collaborazione fra Ceasar e Pstarr, prettamente legato al solo mondo dell'Hip Hop, si aggiunge la figura di Francesco Rigon.
Nel 2011, insieme al cantante e rapper Amir, compongono l'intera colonna sonora di Scialla! (Stai sereno) di Francesco Bruni. 
Le dodici tracce della colonna sonora sono state pubblicate da EMI Music Publishing Italy. 
Il videoclip ufficiale diretto dal regista Gianluca Catania ha vinto il Premio Roma Videoclip 2012 (X edizione) ed è stato in rotazione presso le maggiori emittenti televisive specializzate
Negli Stati Uniti d'America collaborano con numerosi artisti del mondo Hip hop e Rap tra cui Styles P , B.G., Craig G, Cormega, Kool G Rap, Smif-N-Wessun e Jadakiss, o R&B come Avery Storm per il quale producono, nel 2014, l'intero EP “Audiobiography”.
In Italia collaborano con diversi artisti tra cui Amir, Baby K, Clementino, Gemitaiz, Ghemon, Guè, Mistaman, Mecna e Moreno.
Nel 2013 compongono il brano Red Line per il cantante statunitense di origini irlandesi Michael Brunnock (interprete della colonna sonora composta da David Byrne per il film This Must Be the Place di Paolo Sorrentino e vincitore del Premio David di Donatello 2012 per la Migliore canzone originale), conosciuto in occasione della cerimonia tenutasi al Palazzo del Quirinale il giorno precedente la consegna del prestigioso premio, ed insieme al quale firmano per il film Noi 4 (2014) la canzone originale Peaches and Cream.
Nel 2015 hanno prodotto il singolo Equilibrio di Guè, presente nel suo album Vero, mentre l'anno seguente hanno prodotto il brano È inutile di Gemitaiz, contenuto in Nonostante tutto, e Lo strano caso di Iena White e Boom di Clementino, entrambi presenti in Miracolo! Ultimo Round.
I brani musicali hip hop prodotti dai The Ceasars sono riconoscibili dal campionamento di una voce maschile all'inizio degli stessi (pronunciato /ˈsiˈsiˈsiˈsiːzə/).

## Discografia

### Produzione USA
| Anno | Artista                                                                                                  | Titolo | Featuring                     |
| ---- | --- | --- | ----------------------------- |
| 2007 | Mickey Factz                                                                                             | "Not Goin' Back" |                               |
| 2007 | Mickey Factz                                                                                             | "Hit Me" | Skyzoo, Nina B                |
| 2007 | Oun P | "Real Hip Hop" |                               |
| 2009 | B.G. | "Closer" |                               |
| 2009 | B.G. | "So 504" | Gar of Chopper City Boyz      |
| 2009 | Oun P & Murda Mook                                                                                       | "G.O.D. (Good Old Days)" |                               |
| 2009 | Serius Jones                                                                                             | "Oh Baby" |                               |
| 2009 | Starsky                                                                                                  | "I Am Legend" |                               |
| 2010 | Craig G                                                                                                  | "Vapors 2010" | Nump Trump, Mike Marshall     |
| 2010 | S.A.S.                                                                                                   | "Selfish" | Corte Ellis                   |
| 2010 | S.A.S.                                                                                                   | "Flight Work" | Chiddy Bang, Mistah F.A.B.    |
| 2010 | Shady Nate                                                                                               | "Flying With My Iron" |                               |
| 2010 | Starsky                                                                                                  | "Hustler" |                               |
| 2010 | Styles P                                                                                                 | "Road To Success" |                               |
| 2010 | Styles P                                                                                                 | "It's Over"YouTube |                               |
| 2011 | Avery Storm                                                                                              | "Best Friends" |                               |
| 2011 | B.G. | "Closer" |                               |
| 2011 | Cormega                                                                                                  | "Live And Learn (Remix)" |                               |
| 2011 | Darkangel                                                                                                | "Round & Round" |                               |
| 2011 | Grafh | "Heartbreak" |                               |
| 2011 | Grafh, Saigon, Mysonne, Styles P, Parlae, Kool G Rap, Red Café, Mistah F.A.B., Serius Jones, Avery Storm | "War Music" |                               |
| 2011 | Kool G Rap                                                                                               | "I Am" |                               |
| 2011 | Lil'Fame Of M.O.P.                                                                                       | "Get Down" |                               |
| 2011 | Mista Raja                                                                                               | "Hood" |                               |
| 2011 | Mistah F.A.B.                                                                                            | "California Dreamin'" |                               |
| 2011 | Mysonne                                                                                                  | "Say Hi To The Devil" | Al-Doe, Skrilla Kid Villain   |
| 2011 | Parlae (dei Dem Franchize Boyz)                                                                          | "Believin'" |                               |
| 2011 | S.A.S.                                                                                                   | "Selfish" | Corte Ellis                   |
| 2011 | Red Café                                                                                                 | "G's Over Here" |                               |
| 2011 | Saigon                                                                                                   | "Married To The Game" |                               |
| 2011 | Serius Jones                                                                                             | "Victory Lap" |                               |
| 2011 | Smif-N-Wessun                                                                                            | "2 Munutes NY Banger" |                               |
| 2011 | Starsky                                                                                                  | "Still Standing" |                               |
| 2011 | Styles P                                                                                                 | "Where The Angels Sleep" |                               |
| 2012 | Styles P                                                                                                 | "Where The Angels Sleep" ("Master of Ceremonies" edition)                                                                                              |                               |
| 2013 | Michael Brunnock                                                                                         | "Red Line" |                               |
| 2014 | Michael Brunnock                                                                                         | "Peaches and Cream" |                               |
| 2014 | Avery Storm                                                                                              | Audiobiography (EP) - ”Easier to break up”YouTube - ”Cant walk away”YouTube - ”Done All I Can” - ”Head Over Heels” - ”Faith”YouTube - ”Counted Me Out” | Styles P, Jadakiss, N.O.R.E.  |
| 2017 | Capital Cities                                                                                           | Swimming Pool Summer EP / Solarize - "Drop Everything" - "Girl Friday"* - "Swimming Pool Summer (THCSRS Remix)"YouTube                                 | *Voce – Rick Ross, Anna Margo |

### Produzione Italia
| 2008 | Amir                               | Paura di nessuno               |                                                           |          |          |          |
| 2008 | Amir                               | Paura di nessuno               | "Inossidabile"                                            |          |          |          |
| 2008 | Amir                               | Paura di nessuno               | "Non Sono Un Immigrato"                                   |          |          |          |
| 2008 | Amir                               | Paura di nessuno               | "Questa è Roma" 2008                                      |          |          |          |
| 2008 | Amir                               | Paura di nessuno               | "Siamo Liberi" feat. Bassi Maestro                        |          |          |          |
| 2008 | Amir                               | Paura di nessuno               | "Svegliati" feat. Daniele Vit (co-prodotto con DeeGTall)  |          |          |          |
| 2008 | Amir                               | Paura di nessuno               | "Una Vita Così" feat. Babaman                             |          |          |          |
| 2009 | Amir                               | Amir 2.0                       | "Dimmi Di Si" feat. Daniele Vit                           |          |          |          |
| 2009 | Amir                               | Radio Inossidabile Vol. 1      | "Requiem For A Gangsta" feat. Prince, Howie               |          |          |          |
| 2009 | PStarr                             | /                              | "Ne Voglio Ancora" feat. Amir, Surfa                      |          |          |          |
| 2009 | PStarr                             | /                              | "Solo a te" feat. Tormento                                |          |          |          |
| 2009 | Soul Poetry                        | /                              | "Li Pago" feat. Dan-T                                     |          |          |          |
| 2009 | Soul Poetry                        | /                              | "Tu Cosa Fai" feat. Tormento                              |          |          |          |
| 2009 | Surfa                              | /                              | "Urla" feat. Entics                                       |          |          |          |
| 2010 | Amir                               | Pronto al peggio               | "Restare A Lottare" feat. LaMiss                          |          |          |          |
| 2010 | Dirty Mo'                          | /                              | "Lights, Camera, Action" feat. Smif-N-Wessun              |          |          |          |
| 2010 | Dirty Mo'                          | /                              | "Lontano Da Qui" feat. Amir                               |          |          |          |
| 2011 | Joice                              | /                              | "Rivincita" feat. Luchè, Soul Poetry                      |          |          |          |
| 2012 | Amir                               | Grandezza naturale             | "Inossidabile Pt. 2"                                      |          |          |          |
| 2012 | The Ceasars                        | /                              | "Andy" (Interlude)                                        |          |          |          |
| 2012 | The Ceasars                        | /                              | "Camaro Z28" (1972)                                       |          |          |          |
| 2012 | The Ceasars                        | /                              | "Charger RT" (1971)                                       |          |          |          |
| 2012 | The Ceasars                        | /                              | "Miura P400" (1968)                                       |          |          |          |
| 2012 | The Ceasars                        | /                              | "Sasha"                                                   |          |          |          |
| 2012 | The Ceasars                        | /                              | "Tori"                                                    |          |          |          |
| 2012 | Ghemon                             | Qualcosa è cambiato            | "PTS Pt. 2"                                               |          |          |          |
| 2012 | Johnny Marsiglia                   | /                              | "Voci Remix" feat. Louis Dee, Zuli                        |          |          |          |
| 2012 | Paolito                            | /                              | "Dichiarazionedindipendenza" feat. Dj Koma                |          |          |          |
| 2013 | Baby K                             | Una seria                      | "Tutto ritorna" (co-prodotto con Michele Canova Iorfida)  |          |          |          |
| 2013 | Francesco Di Lello                 | /                              | "Il Vizio"                                                |          |          |          |
| 2013 | Gemitaiz                           | L'unico compromesso            | "Collier"                                                 |          |          |          |
| 2013 | Gemitaiz                           | L'unico compromesso            | "Forever true" feat. Bassi Maestro, Ensi                  |          |          |          |
| 2013 | Gemitaiz                           | L'unico compromesso            | "Winners & Losers" feat. Sercho                           |          |          |          |
| 2013 | Ghemon                             | Aspetta un minuto              | "Scusa"                                                   |          |          |          |
| 2013 | Guè                                | Bravo ragazzo (Deluxe Edition) | Amore o soldi 2013 feat. Daniele Vit                      |          |          |          |
| 2013 | Josa Gun                           | /                              | "Lettera a San Donato"                                    |          |          |          |
| 2013 | The Ceasars feat. Michael Brunnock | /                              | "Red Line"                                                |          |          |          |
| 2014 | Achille L.                         | Immortale                      | "Ghost"                                                   |          |          |          |
| 2014 | En?gma                             | Foga                           | "John Nash"                                               |          |          |          |
| 2014 | The Ceasars feat. Michael Brunnock | /                              | "Peaches and Cream"                                       |          |          |          |
| 2014 | Mistaman                           | M-theory                       | "Lascia stare" feat. Mecna                                |          |          |          |
| 2015 | Mecna                              | Laska                          | "Micidiale"                                               |          |          |          |
| 2015 | Moreno                             | Incredibile (Sanremo edition)  | "Ricordi"                                                 |          |          |          |
| 2015 | Clementino                         | Miracolo!                      | "Lo strano caso di Iena White" (edizione standard)        |          |          |          |
| 2015 | Clementino                         | Miracolo!                      | "Boom" feat. Gué Pequeno & Fabri Fibra (edizione de luxe) |          |          |          |
| 2015 | Gué Pequeno                        | Vero                           | "Equilibrio"                                              |          |          |          |
| 2015 | Egreen                             | Beats & Hate                   | "Stanco"                                                  |          |          |          |
| 2016 | Gemitaiz                           | Nonostante tutto               | "E' inutile"                                              |          |          |          |
| 2016 | Egreen                             | More Hate                      | "Milano Roma pt.II" feat. Er Costa                        |          |          |          |
| 2017 | Leslie                             | /                              | "S/N #0"                                                  | "S/N #1" | "S/N #2" | "S/N #3" |

## Cinema

### 2011
- Scialla! (Stai sereno) di Francesco Bruni[26] - produzione della colonna sonora originale completa - album edito da EMI Publishing Italy[27]

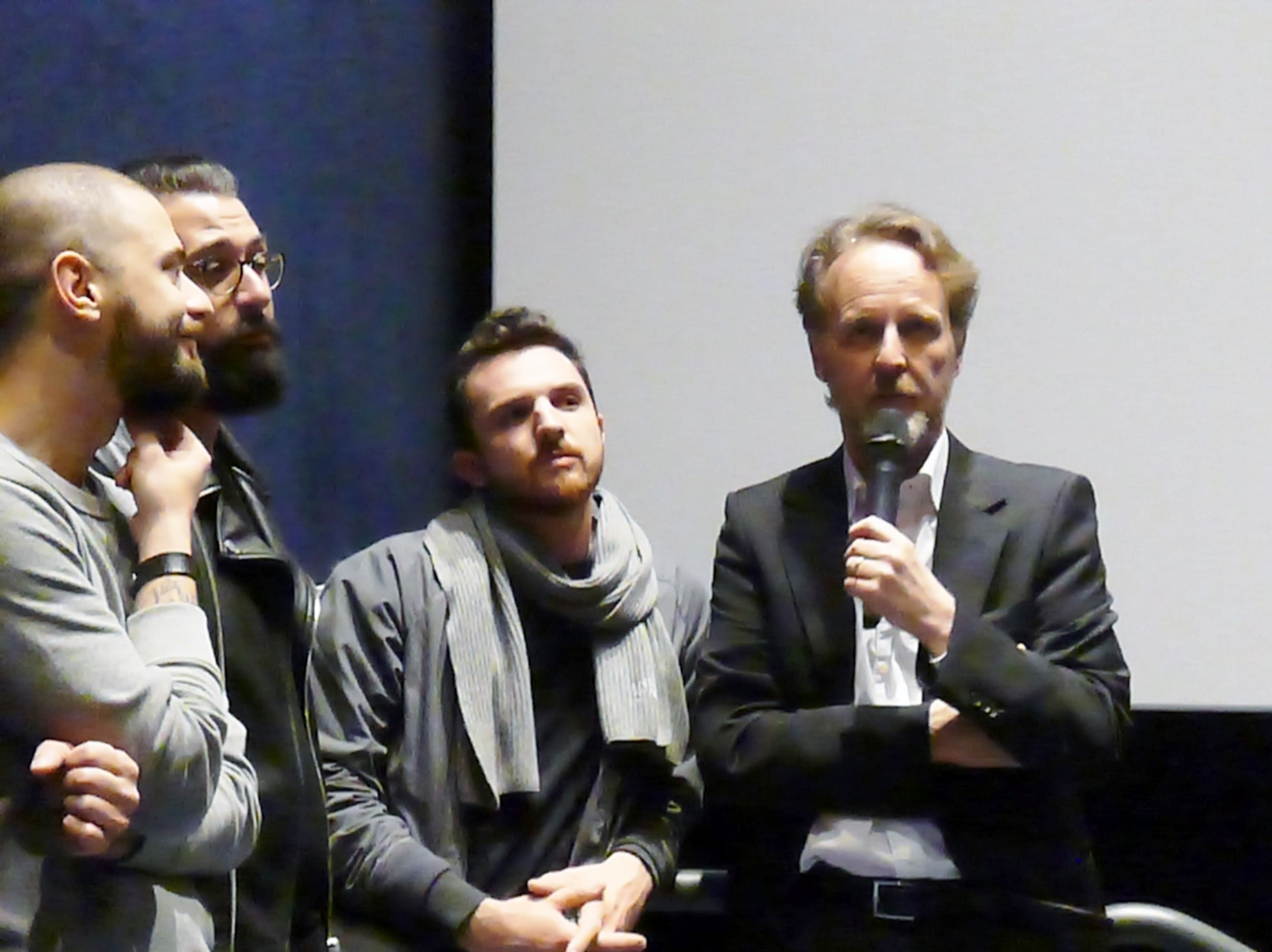
Da destra verso sinistra: il regista e sceneggiatore Francesco Bruni con i produttori The Ceasars (Rigon, Pistella, Catoni) durante una presentazione del film Noi 4 (marzo 2014)

### 2014
- Noi 4 di Francesco Bruni[28]

### 2015
- Club Life di Fabrizio Conte

### 2016
- Twerkumentary di Diana Manfredi[29]

## Televisione
2013 - 2014
- "Production Room" su Deejay TV

## Musical
2012
- FRancesco Rigon - "La vera storia de La Bella e La Bestia" (Musical play)[30]

2013
- FRancesco Rigon - "Provaci ancora Pinocchio" (Musical comedy)[31]

## Riconoscimenti

### Premi vinti
- Premio Cinema Giovane 2012 - premio speciale della Direzione Artistica[32]
- Premio Mario Camerini 2012 - migliore canzone da film[33]
- Premio Roma Videoclip 2012 (X edizione)[34]

### Candidature
- David di Donatello 2012 – per la miglior canzone originale[35]
- Nastri d'Argento 2012 per la miglior canzone originale[36]